# Jean-Clair Todibo
Jean-Clair Todibo (Caienna, 30 dicembre 1999) è un calciatore francese, difensore o centrocampista del West Ham Utd.

## Caratteristiche tecniche
È un calciatore molto fisico e dotato di buona tecnica individuale; viene impiegato prevalentemente come difensore centrale, sebbene possa giocare anche nel ruolo di mediano. Per via delle sue caratteristiche, è stato spesso paragonato al connazionale Étienne Capoue.

## Carriera

### Club
Calcisticamente cresciuto nel settore giovanile del Tolosa, esordisce in prima squadra il 19 agosto 2018, nella vittoria per 2-1 contro il Bordeaux. Il 30 settembre realizza la sua prima rete in carriera, nel pareggio per 1-1 contro il Rennes.
Il 31 gennaio 2019 viene acquistato dagli spagnoli del Barcellona per un milione di euro, anticipando l'arrivo a parametro zero; a fine stagione vince la Liga, nonostante sia sceso in campo solo due volte.
Il 15 gennaio 2020 si trasferisce in Germania allo Schalke 04 con la formula del prestito.
Il 5 ottobre 2020 passa ai portoghesi del Benfica, sempre in prestito; dopo aver collezionato soltanto due presenze nelle coppe nazionali, il 31 gennaio 2021 fa ritorno in patria per accasarsi al Nizza. Il 18 settembre 2022, nella partita di campionato contro l'Angers, viene espulso dopo soli otto secondi di gioco, rimediando così il cartellino rosso più veloce nella storia della Ligue 1.
Il 10 agosto 2024 viene ceduto in prestito al West Ham Utd. Dopo 29 presenze totali, di cui 27 in campionato, il 6 giugno 2025 viene ufficializzato il suo riscatto da parte degli hammers per 42 milioni di euro.

### Nazionale
Ha giocato nella nazionale francese Under-20.
Il 16 marzo 2023 viene convocato per la prima volta da Didier Deschamps, commissario tecnico della nazionale francese; esordisce con i Bleus il 12 settembre 2023, nell'amichevole persa per 1-2 contro la Germania.

## Statistiche

### Presenze e reti nei club
Statistiche aggiornate al 1º luglio 2024.
| Stagione          | Squadra           | Campionato        | Campionato | Campionato | Coppe nazionali | Coppe nazionali | Coppe nazionali | Coppe continentali | Coppe continentali | Coppe continentali | Altre coppe | Altre coppe | Altre coppe | Totale | Totale |
| Stagione          | Squadra           | Comp              | Pres       | Reti       | Comp            | Pres            | Reti            | Comp               | Pres               | Reti               | Comp        | Pres        | Reti        | Pres   | Reti   |
| ----------------- | ----------------- | ----------------- | ---------- | ---------- | --------------- | --------------- | --------------- | ------------------ | ------------------ | ------------------ | ----------- | ----------- | ----------- | ------ | ------ |
| 2018-gen. 2019    | Tolosa            | L1                | 10         | 1          | CF+CdL          | 0+0             | 0+0             | -                  | -                  | -                  | -           | -           | -           | 10     | 1      |
| gen.-giu. 2019    | Barcellona        | PD                | 2          | 0          | CR              | 0               | 0               | UCL                | 0                  | 0                  | -           | -           | -           | 2      | 0      |
| 2019-gen. 2020    | Barcellona        | PD                | 2          | 0          | CR              | 0               | 0               | UCL                | 1                  | 0                  | SS          | 0           | 0           | 3      | 0      |
| Totale Barcellona | Totale Barcellona | Totale Barcellona | 4          | 0          |                 | 0               | 0               |                    | 1                  | 0                  |             | 0           | 0           | 5      | 0      |
| gen.-giu. 2020    | Schalke 04        | BL                | 8          | 0          | CG              | 2               | 0               | -                  | -                  | -                  | -           | -           | -           | 10     | 0      |
| 2020-gen. 2021    | Benfica           | PL                | 0          | 0          | CP+CdL          | 1+1             | 0+0             | UCL                | 0                  | 0                  |             | -           | -           | 2      | 0      |
| gen.-giu. 2021    | Nizza             | L1                | 15         | 1          | CF              | 2               | 0               | -                  | -                  | -                  | -           | -           | -           | 17     | 1      |
| 2021-2022         | Nizza             | L1                | 36         | 1          | CF              | 4               | 0               | -                  | -                  | -                  | -           | -           | -           | 40     | 1      |
| 2022-2023         | Nizza             | L1                | 34         | 0          | CF              | 1               | 0               | UECL               | 11                 | 0                  | -           | -           | -           | 46     | 0      |
| 2023-2024         | Nizza             | L1                | 30         | 0          | CF              | 3               | 0               | -                  | -                  | -                  | -           | -           | -           | 33     | 0      |
| Totale Nizza      | Totale Nizza      | Totale Nizza      | 115        | 2          |                 | 10              | 0               |                    | 11                 | 0                  |             | -           | -           | 136    | 2      |
| Totale carriera   | Totale carriera   | Totale carriera   | 137        | 3          |                 | 14              | 0               |                    | 12                 | 0                  |             | 0           | 0           | 163    | 3      |

### Cronologia presenze e reti in nazionale
| Cronologia completa delle presenze e delle reti in nazionale ― Francia | Cronologia completa delle presenze e delle reti in nazionale ― Francia | Cronologia completa delle presenze e delle reti in nazionale ― Francia | Cronologia completa delle presenze e delle reti in nazionale ― Francia | Cronologia completa delle presenze e delle reti in nazionale ― Francia | Cronologia completa delle presenze e delle reti in nazionale ― Francia | Cronologia completa delle presenze e delle reti in nazionale ― Francia | Cronologia completa delle presenze e delle reti in nazionale ― Francia |
| Data                                                                   | Città                                                                  | In casa                                                                | Risultato                                                              | Ospiti                                                                 | Competizione                                                           | Reti                                                                   | Note                                                                   |
| ---------------------------------------------------------------------- | ---------------------------------------------------------------------- | ---------------------------------------------------------------------- | ---------------------------------------------------------------------- | ---------------------------------------------------------------------- | ---------------------------------------------------------------------- | ---------------------------------------------------------------------- | ---------------------------------------------------------------------- |
| 12-9-2023                                                              | Dortmund                                                               | Germania                                                               | 2 – 1                                                                  | Francia                                                                | Amichevole                                                             | -                                                                      |                                                                        |
| 18-11-2023                                                             | Nizza                                                                  | Francia                                                                | 14 – 0                                                                 | Gibilterra                                                             | Qual. Euro 2024                                                        | -                                                                      |                                                                        |
| Totale                                                                 |                                                                        | Presenze                                                               | 2                                                                      |                                                                        | Reti                                                                   | 0                                                                      |                                                                        |

## Palmarès
- Campionato spagnolo: 1

Barcellona: 2018-2019